# آتالوس دوم فیلادلفوس
آتالوس دوم فیلادلفوس (به یونانی: Ἄτταλος ὁ Φιλάδελφος، Attalos II Philadelphos) (۱۳۸ - ۲۲۰ پیش از میلاد) فرمانروای پادشاهی آتالیه در پرگامون و بنیان‌گذار شهر آتالیا (آنتالیا امروزی) بود. لقب وی، «فیلادلفوس» به معنای «دوستدار-برادر» به دلیل وفاداری و محبت او نسبت به برادر بزرگ‌ترش، یومنس دوم، به او داده شده بود. 

## خانواده
او دومین پسر «آتالوس یکم سوتر» و «ملکه آپولونیس اهل سیزیک» بود. او در سال ۱۶۰ پیش از میلاد، ابتدا به‌عنوان هم‌-فرمانروا در کنار برادر بیمارش، یومنس دوم، بر تخت نشست. پس از مرگ یومنِس در سال ۱۵۸ پیش از میلاد، با بیوهٔ او، «استراتونیس اهل پرگامون»، ازدواج کرد.

## زندگی‌نامه
آتالوس پیش از پادشاهی، یک فرمانده نظامی برجسته و کارآزموده بود. در سال ۱۹۲ پیش از میلاد، برادرش یومنِس دوم او را به رم فرستاد تا علیه آنتیوخوس سوم هشدار دهد. در سال ۱۹۰ قبل از میلاد، او در نبرد ماگنزیا حضور داشت که منجر به شکست در برابر سلوکیان شد. حدود سال ۱۸۹ پیش از میلاد، وی نیروهایش را برای جنگیدن در کنار ارتش روم به رهبری «نایوس مانلیوس وولسو» در گالاتیا رهبری کرد. در فاصله سال‌های ۱۸۲ تا ۱۷۹ پیش از میلاد، او با موفقیت پادشاهی پونتوس را به فرمانروایی فارناک یکم، شکست داد و بعضی از سرزمین‌های او را تصاحب کرد. در سال ۱۷۲ پیش از میلاد، یومنِس هنگام بازگشت از سفری به روم، در نزدیکی سیرا مورد حمله قرار گرفت و گمان می‌رفت که کشته شده است. آتـالوس پس از آگاه‌شدن از این ماجرا، با بیوهٔ برادرش، استراتونیس، ازدواج کرد و پادشاه پرگامون شد. وقتی برادرش بازگشت، استراتونیس را طلاق داد و بدون هیچ‌گونه مقاومتی قدرت را به برادر بزرگ‌ترش واگذار کرد. آتالوس دوم همچنین سفرهای دیپلماتیک پی‌درپی به روم داشت و فرستادگان زیادی از جمله «آندرونیکوس اهل پرگامون» را اعزام می‌کرد و بدین‌وسیله ارزش و اعتبار رومیان را به دست آورد. در برهه‌ای، رومی‌ها به او پیشنهاد کمک برای سرنگونی برادرش را دادند، اما او این پیشنهاد را رد کرد. هنگامی که برادرش در سال ۱۵۹ پیش از میلاد درگذشت، برادرزاده‌اش برای فرمانروایی بسیار کم سن بود، بنابراین آتالوس دوم به عنوان نایب‌السلطنه بر تخت نشست و بار دیگر با استراتونیس ازدواج کرد.
در سال‌های ۱۵۶ تا ۱۵۴ پیش از میلاد در نبردهای او علیه پروسیا دوم، رومی‌ها به او کمک کرده بودند. در تابستان سال ۱۵۲ پیش از میلاد، او به همراه بطلمیوس ششم، آریاراتس پنجم و روم به اسکندر بالاس مدعی سلطنت کمک کرد تا تخت سلوکیان را از دیمتریوس یکم مصادره کند. در سال ۱۴۹ پیش از میلاد، او به «نیکومدس دوم اِپیفانِس» کمک کرد تا تخت پادشاهی بیتینی را از پدرش، پروسیا دوم، مصادره کند. آتالوس با کمک دوست صمیمی‌اش، آریاراتس پنجم از کاپادوکیه، قلمرو پادشاهی‌اش را گسترش داد و شهرهای فیلادلفیا و آتالیا (آنتالیا) را بنیان‌گذاری کرد. او به‌عنوان پشتیبان هنر و علوم شناخته می‌شد و مخترع نوعی گلدوزی نوین نیز بود. در دوران پیری، او برای ادارهٔ حکومت به وزیر اعظم خود به نام فیلُپویمن (به یونانی: Φιλοποίμην) تکیه داشت. او توانست حمله‌ای از سوی پارت‌ها را دفع کند. او پس از مرگ توسط برادرزاده‌اش، آتالوس سوم، به جانشین انتخاب شد. 

## یادداشت
1. ↑  Polybius, 22.20.
2. ↑  Strabo, 13.4.2; Hansen, pp. 44–45; Hurwit, p. 271.
3. ↑  Livius. Attalus II Philadelphus. He is present during the battle of Magnesia
4. ↑  Livius. Attalus II Philadelphus. supports the Roman commander Manlius Vulso during his war against the Galatians.
5. ↑  Livius. Attalus II Philadelphus. War against king Pharnaces of Pontus; territorial gains.
6. ↑  Livius. Attalus II Philadelphus. On his return, Eumenes is attacked near Cirrha, and believed to be death. Attalus II becomes king and marries queen Stratonice. When Eumenes returns, Attalus cedes power.
7. ↑  Livius. Attalus II Philadelphus. During the Third Macedonian War, the Romans start to distrust Eumenes and try to make Attalus king, but he is not willing to betray his brother.
8. ↑  Livius. Attalus II Philadelphus. Summer 152: Attalus II, together with Ariarathes V of Cappadocia, the Egyptian king Ptolemy VI Philometor, and Rome, support Alexander I Balas, usurper in the Seleucid Empire.
9. ↑  Livius. Attalus II Philadelphus. Attalus supports Nicomedes, who overthrows his father Prusias II of Bithynia.